# Nick Woltemade
Nick Woltemade (* 14. Februar 2002 in Bremen) ist ein deutscher Fußballspieler. Der Stürmer spielt für den VfB Stuttgart und ist deutscher Nationalspieler.

## Karriere

### Vereine
Nick Woltemade begann seine Karriere beim Bremer Stadtteil- und Mehrspartensportverein TS Woltmershausen, für den er neben Fußball zunächst auch Handball spielte. 2010 erfolgte sein Wechsel in die Nachwuchsabteilung von Werder Bremen. Hier konnte er in den Jugendmannschaften beständig auf sich aufmerksam machen. So gewann er 2013 den Spatzenberg Cup in Löhne. Am 26. Oktober 2019 berief Florian Kohfeldt, damals Trainer der ersten Mannschaft der Hanseaten, den jungen Stürmer erstmals in den Spieltagskader. Beim 2:2-Auswärtsremis gegen Bayer 04 Leverkusen kam Woltemade jedoch nicht zum Einsatz. In der Folge wurde er kontinuierlich an die erste Mannschaft herangeführt und trainierte regelmäßig mit den Profis. Zum Jahresbeginn 2020 war er Teil des Wintertrainingslagers auf Mallorca. Ohne auch nur einmal in der U23-Mannschaft zum Einsatz gekommen zu sein, debütierte Woltemade am 1. Februar 2020, dem 20. Spieltag der Saison 2019/20, im Auswärtsspiel gegen den FC Augsburg in der Startelf von Werder Bremen. Bei der 1:2-Niederlage wurde er in der 58. Minute durch Fin Bartels ersetzt. Zu diesem Zeitpunkt war er 17 Jahre und 352 Tage alt. Er löste mit diesem Einsatz Thomas Schaaf, der bei seinem Debüt am 18. April 1979 einen Tag älter gewesen war, als jüngsten Werder-Spieler ab.
Parallel zu seinem Engagement für die Profis wurde der Angreifer weiter in der A-Jugend eingesetzt. Die aufgrund der COVID-19-Pandemie vorzeitig beendete Bundesligaspielzeit schloss er mit Werder als Sieger der Staffel Nord/Nordost ab, darüber hinaus gelangen ihm die zweitmeisten Saisontore (16) sowie sieben Torvorlagen.
Ende August 2022 wurde Woltemade bis zum Ende der Saison 2022/23 in die 3. Liga an den Aufsteiger SV Elversberg verliehen. Unter Horst Steffen war er auf Anhieb Stammspieler. In 31 Ligaeinsätzen (25-mal von Beginn) trug er 10 Tore zum Aufstieg und damit zum Durchmarsch in die 2. Bundesliga bei. Anschließend wurde Woltemade in einer Fanwahl zum Spieler der Saison der 3. Liga gewählt.
Zur Saison 2023/24 kehrte Woltemade zu Werder Bremen zurück. Er kam 30-mal in der Bundesliga zum Einsatz, davon 12-mal in der Startelf, und erzielte 2 Tore. Nach seinem Vertragsende wechselte Woltemade zur Saison 2024/25 ablösefrei zum Ligakonkurrenten VfB Stuttgart. Er unterschrieb einen Vertrag bis zum 30. Juni 2028 ohne Ausstiegsklausel. Woltemades Großvater und sein Vater waren Fans des VfB, weshalb schon immer eine Verbindung zwischen ihm und dem schwäbischen Traditionsverein bestand. Mit dem VfB gewann Woltemade 2025 den DFB-Pokal, mit fünf Treffern im Wettbewerb (davon einen im Finale) trug er seinen Anteil zum Titelgewinn bei.

### Nationalmannschaft
Woltemade bestritt seit 2018 für die U16, U17, U20 und U21 des DFB insgesamt 40 Spiele, in denen ihm 18 Tore gelangen. Mit der U17 nahm er an der EM 2019 teil und schied mit ihr in der Gruppenphase aus.
Am 22. Mai 2025 nominierte ihn Bundestrainer Julian Nagelsmann erstmals für die A-Nationalmannschaft für das Final-Four-Turnier in der Nations League. Am 4. Juni 2025 stand er bei der 1:2-Niederlage im Halbfinalspiel in der Münchner Allianz Arena gegen Portugal in der Anfangself, auch vier Tage später, bei der 0:2-Niederlage im Spiel um Platz drei in Stuttgart gegen Frankreich, spielte er von Anfang an. Anschließend reiste Woltemade mit der U21 zur U21-Europameisterschaft 2025. Er wurde mit sechs Toren in fünf Spielen Torschützenkönig, im Finale musste man sich allerdings England mit 2:3 nach Verlängerung geschlagen geben. Aufgrund seines Alters war es sein letzter Einsatz in der U21.

## Erfolge
Vereine
- Deutscher Pokalsieger: 2025 (VfB Stuttgart)
- Aufstieg in die Bundesliga: 2022 (Werder Bremen)
- Deutscher Drittligameister und Aufstieg in die 2. Bundesliga: 2023 (SV Elversberg)
- Saarlandpokalsieger: 2023 (SV Elversberg)

Individuell
- Torschützenkönig
  - des DFB-Pokals: 2025
  - der U21-Europameisterschaft: 2025
- Drittligaspieler der Saison: 2023
- VDV-Newcomer der Saison: 2024/2025